# پوجا چوپرا
پوجا چوپرا (به انگلیسی: Pooja Chopra) (زاده ۳ می ۱۹۸۶) بازیگر، مدل هندی است.
از فیلم‌هایی که وی در آن نقش داشته است می‌توان به هروئین، کماندو و تغییر چهره اشاره کرد.